# فریدوم ایر (گوآم)
فریدوم ایر (گوآم) (به انگلیسی: Freedom Air (Guam)) یک شرکت هواپیمایی با کد یاتا FP است که در تاریخ ۱۹۷۴ میلادی تأسیس شده است.
دفتر مرکزی فریدوم ایر (گوآم) در باریگادا، گوآم واقع شده‌است و قطب این شرکت هواپیمایی در فرودگاه بین‌المللی انتونیو بی وان پت قرار دارد و به ۴ مقصد، پرواز مستقیم انجام می‌دهد.

## مقصدهای پروازی

### گوآم
- گوآم (فرودگاه بین‌المللی انتونیو بی وان پت) قطب اصلی

### جزایر ماریانای شمالی
- روتا (جزیره) (فرودگاه بین‌المللی روتا)
- سایپن (فرودگاه بین‌المللی سایپن) قطب
- تینیان (فرودگاه بین‌المللی تینیان)